# Mikael Ingberg
Jan Mikael Ingberg, född 23 juni 1951 i Ekenäs, är en finländsk nationalekonom och bankman.
Ingberg, som var ordförande i Svenska folkpartiets ungdomsförbund Svensk Ungdom 1977–1979, disputerade för doktorsgraden i nationalekonomi 1983. Han var ekonom vid Pellervo ekonomiska forskningsinstitut 1983–1987, forskningsdirektör där 1989–1998, verkställande direktör för Samfundet Folkhälsan 1998–2002 och verkställande direktör för Aktia sparbank 2002–2008.